# Maria Rosa Miracle
Maria Rosa Miracle Solé (Barcelona, 2 de junio de 1945- 28 de mayo de 2017), fue una bióloga y limnóloga española, doctora por la Universidad de Barcelona y profesora emérita de la Universidad de Valencia.

## Biografía
Nació el 2 de junio de 1945 en Barcelona. Estudió en la Universidad de Barcelona donde se graduó con honores como bióloga y posteriormente obtuvo su doctorado cum laude bajo la dirección de Ramón Margalef. Durante su doctorado realizó una estancia de dos años en la Universidad de California en Davis.
Fue profesora de la Universidad de Barcelona hasta 1979, año en el que ingresó a la Universidad de Valencia como catedrática en el Departamento de Microbiología y Ecología, donde fundó el grupo de investigación en limnología. Fue la primera mujer en obtener la cátedra de ecología en España. Destacó como una de las principales figuras de la limnología, y fue presidenta de la Asociación Ibérica de Limnología de 1993 a 2002. Trabajó como catedrática hasta su retiro el 1 de septiembre de 2015, cuando fue nombrada profesora emérita de la Universidad de Valencia.

## Investigación
Su investigación abarcó diversos temas de la limnología, tanto básica como aplicada. En cuanto a la investigación básica, trabajó en biodiversidad, ecología, taxonomía integrativa y biogeografía de organismos acuáticos (incluyendo bacterias, fitoplancton, zooplancton o bentos), dinámica y migración vertical de las poblaciones planctónicas, redes tróficas acuáticas, dinámica y función de los ecosistemas acuáticos, o paleolimnología y cambio global. Entre la investigación aplicada, realizó estudios de procesos de contaminación acuática y eutrofización, ecotoxicología o conservación y gestión de ecosistemas acuáticos. Su predisposición a colaborar con investigadores de todo el mundo y su interés naturalista por las especies de invertebrados acuáticos ha producido que algunas nuevas especies recibieran su nombre, gracias a especialistas que le reconocieron sus esfuerzos, como es el caso del rotífero Anuraeopsis miracleae Koste, 1991 y el copépodo Eucyclops miracleae Alekseev, 2010.
Publicó más de 200 artículos científicos en revistas de prestigio internacional y más de 20 capítulos de libros, editó o coeditó 5 volúmenes y fue autora o coautora de dos libros científicos. A lo largo de su trayectoria, supervisó más de 20 estudiantes de doctorado.
Su primer artículo científico se publicó en Treballs de la Sociedad Catalana de Biología en 1971, relacionado con sus primeros estudios sobre el zooplancton en el lago de Bañolas, resultados que también incluyó en el primer libro que publicó en solitario. Otra parte de la tesis la publicó en 1974 en la revista Ecology y se ha citado en libros de Ecología. El énfasis naturalista de sus investigaciones se refleja en la importancia que dio a diferentes aspectos de la ecología, biodiversidad y biogeografía de los organismos acuáticos, y recientemente, en sus detallados estudios filogenéticos y taxonómicos de invertebrados planctónicos.
Maria Rosa Miracle también se interesó por la divulgación de la ciencia, publicando artículos y libros sobre temas diversos de ecología, como el correspondiente a este tema de la colección Temas Clave de la editorial Salvat.

## Premios y honores
La Asociación Ibérica de Limnología le hizo un homenaje a su trayectoria en una sesión especial en el XVIII Congreso de la Asociación Ibérica de Limnología que se celebró en Tortosa en 2016. La revista de esta asociación, Limnetica, le dedicó dos volúmenes especiales con contribuciones científicas.

### Eponimia
- Anuraeopsis miracleae Koste.[4]
- Eucyclops miracleae Alekseev.[5]